# Timothy Kirkhope

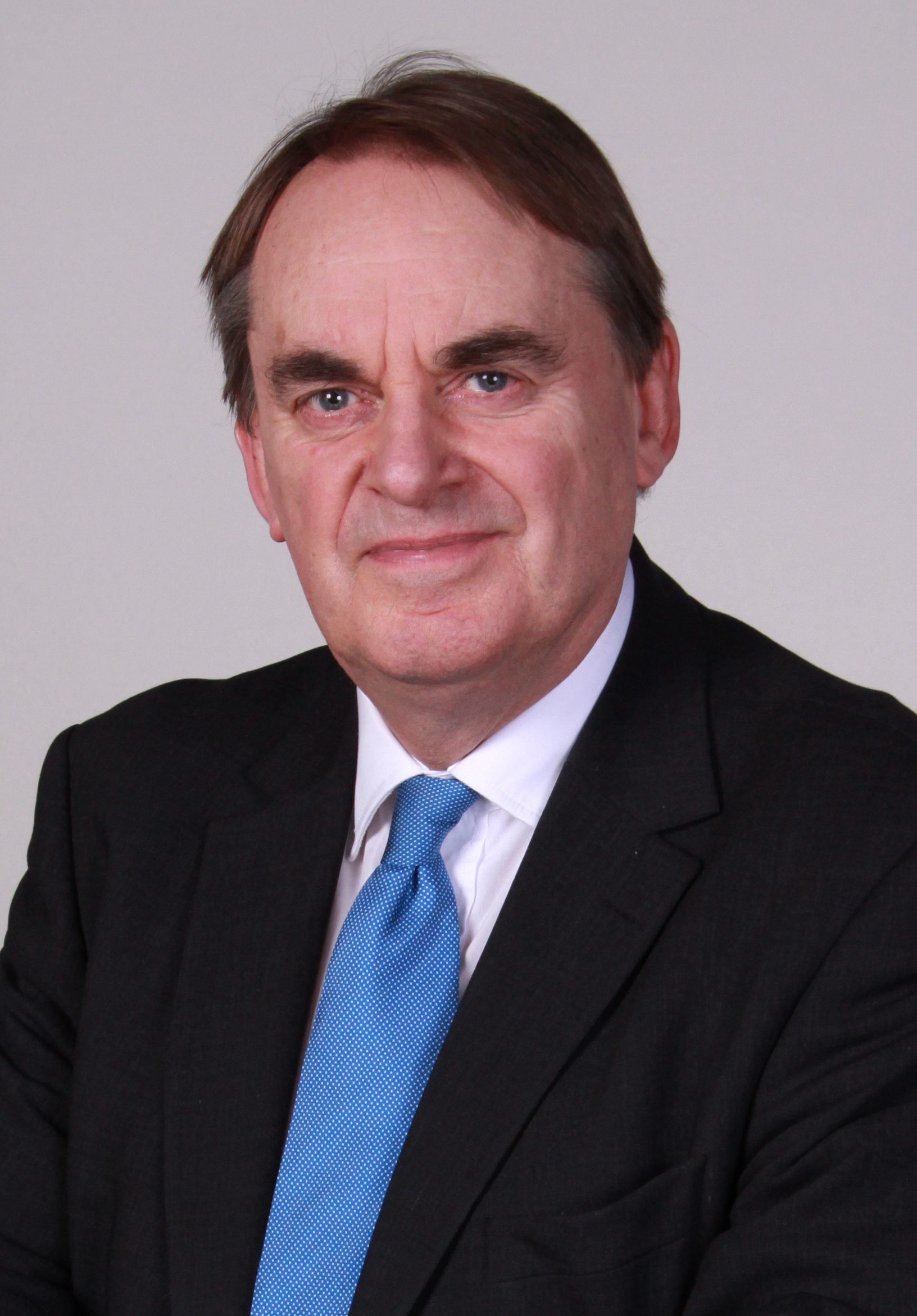
Timothy Kirkhope

Timothy John Robert Kirkhope (Newcastle-upon-Tyne, 29 april 1945) is een Brits politicus namens de Conservative Party.

## Levensloop
Hij liep school in de Royal Grammar School in Newcastle, studeerde rechten in de College of Law in Guildford en werd in 1973 sollicitor. Hij was vennoot van de advocatenkantoor Wilkinson Marshall Clayton and Gibson tot aan zijn verkiezing tot parlementslid in 1987.
In 1982 werd hij verkozen in de county council voor Northumberland en was bestuurder van Newcastle Airport. Hij won zijn brevet als piloot in 1983. Hij was ook de voorzitter van Radio Tyneside en besteedde bijzondere aandacht aan radio-uitzndingen in ziekenhuizen. Hij was ook zeer actief in Macmillan Cancer Relief in Newcastle en in de beweging Family Service Unit.
Bij de parlementsverkiezingen van 1987 volgde hij Sir Keith Joseph op als parlementslid voor Leeds North East. In 1989 werd hij Parliamentary Private Secretary bij David Trippier in het departement Milieu. Hetzelfde jaar introduceerde hij een wetsvoorstel, die als Parking Act werd goedgekeurd. Het ging om het realiseren van betere voorzieningen van parkeerplaatsen voor motors. Hij werd regeringslid als Assistant Whip in 1990, als Lord Commissioner to the Treasury in 1992 en als Vice-Chamberlain of the Household in 1995.
In oktober 1996 werd hij Under-Secretary of State for the Home Department bij de Home Office, verantwoordelijk voor immigratie, grenscontroles, kansspelen en paardenwedrennen. Bij de verkiezingen van 1997 maakte de overwinning van Labour dat hij zijn zetel verloor. Hij werd opnieuw sollicitor en werd ook bestuurder van de Bournemouth and West Hants Water Company.
In juni 1999 werd hij verkozen tot Europees Parlementslid voor Yorkshire and the Humber. Hij werd Conservatief woordvoerder voor justitie en binnenlandse zaken. In 2002 werd hij de vertegenwoordiger van de Conservative Party in de Conventie over de Toekomst van Europa. Hij voerde de lijst opnieuw aan in dezelfde kiesomschrijving voor de Europese verkiezingen van 2004 en 2009. Voor de verkiezingen van mei 2014 werd hij opnieuw aangeduid als lijsttrekker.
In 2003 leidde hij een conservatieve studiegroep met betrekking tot de asielpolitiek in het Verenigd Koninkrijk en produceerde een rapport met 20 concrete aanbevelingen. Hij werd vervolgens verzocht een studiegroep te leiden over immigratie. Het rapport kwam klaar in de zomer van 2004.
In december 2004 werd hij fractieleider voor de conservatieven in het Europees Parlement. In november 2007 nam hij ontslag, maar nam de taak een jaar later opnieuw op zich, nadat zijn opvolger Giles Chichester genoemd was in een schandaal over parlementaire onkostennota's.
In juni 2009 was hij interim-voorzitter van de nieuwe parlementsgroep, de Europese Conservatieven en Hervormers. Van het definitieve bestuur werd hij de ondervoorzitter. Hij was voorzitter van de Europese groep Conservative Friends of Israel.
Op 1 september 2016 werd Kirkhope benoemd tot life peer; zijn titel luidt Baron Kirkhope of Harrogate. In verband hiermee verliet hij het Europees Parlement op 5 oktober 2016 om zodoende zitting te kunnen nemen in het Britse Hogerhuis (het lidmaatschap van het Europees Parlement is onverenigbaar met dat van een nationaal parlement).